# Phase IV (Film)
Phase IV (Alternativtitel Phase 4) ist ein britisch-US-amerikanischer Science-Fiction-Film aus dem Jahre 1974. Es ist der einzige Spielfilm, bei dem – neben einigen Kurzfilmen – Saul Bass Regie führte, der eher für seine markanten Filmvorspanne bekannt ist.

## Handlung
Auf einer abgelegenen Hochebene in Arizona vollzieht sich in der Ameisenwelt eine schreckenerregende Veränderung: Aufgrund kosmischer Phänomene stellen die einzelnen Völker ihre Kampftätigkeit gegeneinander ein, vermehren sich rasend schnell, bauen überdimensionale Türme und bedrohen menschliches und tierisches Leben. Während die Farmer ihren Grund und Boden in Panik verlassen, richten der Biologe Hubbs und der Kommunikationsforscher Lesko ein Versuchslabor ein, um das veränderte Verhalten der Ameisen zu erforschen. Nach einigen Experimenten erkennen sie, dass die Insekten offenbar von einer Intelligenz gesteuert werden. Außerdem passen sie sich an ausgestreute Gifte an und gehen taktisch gegen die Wissenschaftler vor. Was immer sie auch tun, sie folgen logischen Gesetzen.
Als die letzte Farmerfamilie die Gegend verlassen will und dabei umkommt, nehmen Hubbs und Lesko sich ihrer Enkelin Kendra an, die einen weiteren Versuch, den Ameisen beizukommen, aus Fahrlässigkeit scheitern lässt und die Labortiere freisetzt. Die Ameisen außerhalb der Versuchsstation wenden nun eine Taktik an, die beweist, dass sie abstrakt denken können: Sie errichten große Spiegel, die das Sonnenlicht reflektieren und die Station mit konzentrierter Hitze zu vernichten drohen. Lesko und Hubbs zerstören die Spiegel durch Schallwellen. Daraufhin legen die Ameisen die Klimaanlage der Station lahm.
Als es Lesko gelingt, mit den Belagerern eine Form von Kommunikation aufzunehmen, erfährt er, dass die Ameisen ein Opfer verlangen. Kendra ist davon überzeugt, dass nur sie gemeint sein kann, und verlässt heimlich die Station. Als Hubbs den verzweifelten Versuch unternimmt, die Ameisenkönigin auszuschalten, fällt er in eine Fallgrube und damit den Belagerern zum Opfer. Lesko, der den Versuch seines Kollegen daraufhin zu Ende führen will, dringt durch einen unterirdischen Tunnel in den Bau der Königin ein, wo er Kendra wiederfindet. Ihm wird klar, dass er und das Mädchen das Opfer sind, nach dem die Ameisen verlangt haben. Die Insekten verfolgen einen Plan, bei dem sie ihnen helfen sollen und der möglicherweise darin besteht, sich die Erde untertan zu machen.

## Alternatives Ende
Im Jahr 2012 wurde der Film mit einem alternativen Ende in Los Angeles wiederveröffentlicht. Diese surreale vierminütige Sequenz wurde von Paramount 1974 nach negativen Reaktionen bei Testvorführungen aus dem Film herausgeschnitten und zeigt, wie Lesko und Kendra vergeblich versuchen, über pyramidenartige Bauten vor den Ameisen zu fliehen.

## Erstaufführungen
- Vereinigte Staaten im September 1974
- Vereinigtes Königreich 17. Oktober 1974
- Deutschland 27. Januar 1977

## Kritik
Das Lexikon des Science-Fiction-Films schrieb zu dem Film: „Saul Bass, der sich hauptsächlich dadurch eine Reputation geschaffen hat, dass er als Vorspann-Regisseur diverser Alfred-Hitchcock-Filme tätig war, hat mit seinem einzigen Spielfilm ein beeindruckendes Werk vorgelegt. Er macht die fantastische Geschichte nachvollziehbar, indem er von vornherein einen Stil einführt, der reale Vorgänge filmisch verfremdet und auf simple Grundmuster reduziert. Dabei bedient sich Bass aller erdenklicher technischen Mittel, von extremen Brennweiten und Zeitraffern angefangen bis hin zu frappierenden Kreationen im Trickstudio. Immer wieder setzt er alltägliche Natur- und Landschaftsaufnahmen in apokalyptische Reizbilder um.“
Der Schriftsteller Stephen King stellte den Film in seinem Sachbuch Danse Macabre dem Film Amityville Horror gegenüber. Dabei bezeichnete er ihn als „bescheidenen Paramount-Film“, der nach seiner Ansicht durch den Kurzroman Die Macht des Geistes von Poul Anderson inspiriert und dann mit der Story von Formicula „gekreuzt wurde“. Phase IV sei kein finanzieller Erfolg gewesen, „weil all den Menschen dort draußen, die nicht zu den [Horror]fans gehören, denen es schwerfällt, ihren Unglauben aufzugeben, ziemlich wenig zu passieren scheint.“ Es gäbe keinen „großen Augenblicke, wie etwa wenn Linda Blair in Der Exorzist Erbsensuppe auf Max von Sydow kotzt – oder James Brolin in Amityville Horror davon träumt, dass er seine Familie mit der Axt niedermetzelt.“ Er stellt dagegen, „dass jemand, der das echte Waterford des Genres liebt, feststellt, dass in Phase IV eine ganze Menge passiert – das feine Klingen des Echten ist vorhanden, man kann es wahrnehmen. Es reicht von der Musik bis zu den stummen und unheimlichen Einstellungen der Wüstenlandschaft, […]. Das Ohr hört den Klang der Wahrheit – und das Herz reagiert.“